# Slaget i Egernførde Fjord
I Slaget i Egernførde Fjord (Egernfjord) den 5. april 1849 under Treårskrigen deltog fregatten Gefion og linjeskibet Christian VIII samt nogle transportfartøjer. De skulle angribe de batterier omkring fjorden, som var i tysk slesvig-holstensk besiddelse. Men de to store skibe kunne ikke manøvrere i det snævre farvand. Man prøvede da at få de to hjuldampere Hekla og Gejser til at slæbe dem ud, men de blev ligeledes beskudt og således heller ikke manøvredygtige. Kampen startede kl. 4 om morgenen. Ud på eftermiddagen måtte Gefion overgive sig. Christian VIII blev efterhånden så hårdt medtaget af kanonbeskydingen fra de tyske felt- og tyske strandbatterier, at det også måtte stryge flaget, kaptajnløjtnant Christian Krieger havde kommandoen under rømningen af besætning og sårede. Det var tilmed udbrudt brand om bord og kl. 20 sprang Christian VIII i luften, med flere dræbte til følge. Gefion blev efter erobringen repareret og indgik i den tyske forbundsflåde under navnet Eckernförde. Da forbundsflåden blev opløst i 1852 blev skibet overtaget af Preussen og fik igen navnet Gefion. Skibet var i aktiv tjeneste frem til omkring 1870, og lå derefter som kaserneskib, indtil det blev ophugget i 1891.
Slaget kostede 105 faldne, 61 sårede og næsten 1000 fanger. De døde blev begravet på Møllebjerg-kirkegård i den nordlige del af Egernførde.